# Кулюв
Кулюв (пол. Kulów, нім. Höchkricht) — село в Польщі, у гміні Котля Ґлоґовського повіту Нижньосілезького воєводства.
Населення — 180 осіб (2011).
У 1975-1998 роках село належало до Легницького воєводства.

## Демографія
Демографічна структура станом на 31 березня 2011 року:
|          | Загалом | Допрацездатний вік | Працездатний вік | Постпрацездатний вік |
| -------- | ------- | ------------------ | ---------------- | -------------------- |
| Чоловіки | 89      | 19                 | 62               | 8                    |
| Жінки    | 91      | 24                 | 48               | 19                   |
| Разом    | 180     | 43                 | 110              | 27                   |